# Reserva natural de Bitahai
La Reserva natural de Bitahai es una reserva alpina en el noroeste de la provincia de Yunnan, en China, a 25 km al este del condado de Zhongdian, en las montañas Hengduan. Es el humedal protegido de mayor altitud y latitud en Yunnan, una provincia montañosa en el sudoeste de China. La reserva tiene desniveles importantes, con amplias zonas de bosques de coníferas en torno a lagos alpinos. La reserva es sitio Ramsar y se considera uno de los lugares más importantes de invernada de la grulla cuellinegra.

## Características
La reserva de Bitahai, creada en 1984, cubre un área de 840 km2 en torno al lago Bitahai. El lago que hay en la reserva, a 3538 m, es conocido como la perla de Yunnan. Las precipitaciones medias son de 620 mm anuales. Hay leopardos, grullas cuellinegras, monos rhesus, linces, faisán ensangrentado, oso pardo, pica tibetana, loros y numerosas especies de peces, como la carpa Opsariichthys uncirostris.

#### Lago Bitahai
El lago Bitahai se encuentra en el centro de un atrayente paisaje a 3539 m de altitud. Es un lago de falla con 3 km de longitud y 1 km de anchura. Está rodeado de montañas cubiertas de pinos, robles y rododendros, aunque en las cercanías hay abetos de Faber y píceas. El agua es negra como la tinta. Hay una pequeña isla en el interior del lago cubierta de bosques de píceas, abetos y azaleas a la que acceden los turistas. El bosque de azaleas rodea el lago. En los bosques hay osos pardos y negros, monos, loros, linces, leopardos y búfalos en los 840 km2 de la reserva. Es famoso que las flores de las azaleas, cuando caen al agua y son comidas por los peces, suelen aturdirlos, por lo que adoptan comportamientos extraños.

## Sitio Ramsar del humedal de Bitahai
En 2004, se crea el sitio Ramsar del humedal de Bitahai, con el número 1434 y una extensión de 19,85 km2, una parte de la reserva natural. Se trata de un humedal alpino entre 3000 y 4260 m de altitud, con pantanos, lagos, turberas y bosques. El sitio tiene valores hidrológicos muy altos, como la prevención y el control de inundaciones en las zonas de captación clave de la meseta tibetana. Como parte de la cuenca del río Jinsha en los tramos superiores del río Yangtsé, suministra agua a los acuíferos y estabiliza el flujo en los tramos inferiores del Yangtsé. El lago es el hogar del pez endémico Ptychobarbus chungtienensis y la vulnerable grulla cuellinegra. Situado dentro de las rutas migratorias de Asia Central y Asia Oriental-Australasia, es un importante sitio de invernada y escala para muchas aves migratorias. La Reserva atrae una gran cantidad de turistas cada año y se han establecido alianzas con institutos académicos para estudiar y monitorear su ecología. Los usos humanos son principalmente la ganadería y la agricultura, con la mayoría de los ingresos en efectivo generados por la recolección y venta de hongos Tricholoma matsutake, la cría de vacas y la venta de productos lácteos. Desde la designación de Ramsar en 2004, se han establecido patrullas frecuentes para prevenir la caza y la pesca ilegales, y se ha brindado capacitación sobre gestión y conservación de la biodiversidad al personal.